# Diócesis de Dédougou
La diócesis de Dédougou (en latín: Dioecesis Deduguensis y en francés: Diocèse de Dédougou) es una circunscripción eclesiástica de la Iglesia católica en Burkina Faso. Se trata de una diócesis latina, sufragánea de la arquidiócesis de Bobo-Dioulasso. Desde el 24 de abril de 2018 su obispo es Prosper Bonaventure Ky.

## Territorio y organización
La diócesis tiene 28 374 km² y extiende su jurisdicción sobre los fieles católicos de rito latino residentes en la parte oriental de la región Boucle du Mouhoun.
La sede de la diócesis se encuentra en la ciudad de Dédougou, en donde se halla la Catedral de Santa Ana.
En 2021 en la diócesis existían 14 parroquias.

## Historia
La prefectura apostólica de Nouna fue erigida el 12 de junio de 1947 con la bula Ad evangelizationis del papa Pío XII, derivando el territorio de la prefectura apostólica de Gao (hoy diócesis de Mopti).
El 18 de octubre de 1951, en virtud de la bula Quae ad Christi del papa Pío XII, se amplió la prefectura apostólica incorporando territorios que pertenecían al vicariato apostólico de Bobo-Dioulasso (hoy arquidiócesis) y al mismo tiempo se elevó a un vicariato apostólico.
El 14 de septiembre de 1955 el vicariato apostólico fue elevado a diócesis con la bula Dum tantis del papa Pío XII. Originalmente fue sufragánea de la arquidiócesis de Uagadugú.
El 10 de abril de 1962 cedió una parte de su territorio para la erección de la misión sui iuris de San (hoy diócesis de San).
Con el decreto Apostolicis de la Congregación para la Evangelización de los Pueblos del 3 de diciembre de 1975, a petición del obispo, el obispado fue trasladado a Dédougou debido a la mayor importancia de la ciudad y la diócesis cambió su nombre a diócesis de Nouna-Dédougou. La iglesia de Santa Ana de Dédougou pasó a ser catedral de la diócesis, mientras que la iglesia de Santa María del Perpetuo Socorro de Nouna, hasta entonces catedral, pasó a ser concatedral.
El 14 de abril de 2000 la bula Grave successoris Petri del papa Juan Pablo II sancionó una división de la diócesis, de la que también se originó la diócesis de Nouna, y la actual diócesis tomó el nombre de diócesis de Dédougou.
El 5 de diciembre de 2000 pasó a formar parte de la provincia eclesiástica de la arquidiócesis de Bobo-Dioulasso.

## Estadísticas
Según el Anuario Pontificio 2022 la diócesis tenía a fines de 2021 un total de 155 480 fieles bautizados.
| Año                                                                             | Población            | Población | Población      | Sacerdotes | Sacerdotes    | Sacerdotes    | Bautizados por sacerdote | Diáconos permanentes | Religiosos | Religiosos | Parroquias |
| Año                                                                             | Bautizados católicos | Total     | % de católicos | Total      | Clero secular | Clero regular | Bautizados por sacerdote | Diáconos permanentes | Varones    | Mujeres    | Parroquias |
| ------------------------------------------------------------------------------- | -------------------- | --------- | -------------- | ---------- | ------------- | ------------- | ------------------------ | -------------------- | ---------- | ---------- | ---------- |
| 2000                                                                            | 70 000               | 1 001 000 | 7.0            | 36         | 31            | 5             | 1944                     |                      | 19         | 54         | 10         |
| 2001                                                                            | 74 382               | 893 548   | 8.3            | 38         | 33            | 5             | 1957                     |                      | 14         | 75         | 10         |
| 2002                                                                            | 76 206               | 1 089 330 | 7.0            | 42         | 37            | 5             | 1814                     |                      | 15         | 88         | 10         |
| 2004                                                                            | 91 619               | 1 089 330 | 8.4            | 49         | 43            | 6             | 1869                     |                      | 13         | 85         | 12         |
| 2006                                                                            | 93 501               | 1 149 000 | 8.1            | 60         | 54            | 6             | 1558                     |                      | 13         | 92         | 12         |
| 2013                                                                            | 125 965              | 1 762 000 | 7.1            | 65         | 58            | 7             | 1937                     |                      | 15         | 75         | 13         |
| 2016                                                                            | 140 025              | 1 033 401 | 13.5           | 69         | 64            | 5             | 2029                     |                      | 15         | 69         | 14         |
| 2019                                                                            | 145 818              | 1 255 000 | 11.6           | 67         | 61            | 6             | 2176                     |                      | 12         | 82         | 14         |
| 2021                                                                            | 155 480              | 1 227 000 | 12.7           | 75         | 66            | 9             | 2073                     |                      | 18         | 84         | 14         |
| Fuente: Catholic-Hierarchy, que a su vez toma los datos del Anuario Pontificio. |                      |           |                |            |               |               |                          |                      |            |            |            |

## Episcopologio
- Jean-Marie Lesourd, M.Afr. † (17 de octubre de 1947-5 de julio de 1973 renunció)
- Zéphyrin Toé † (5 de julio de 1973-4 de junio de 2005 retirado)
- Judes Bicaba † (4 de junio de 2005-19 de agosto de 2016 falleció)
- Prosper Bonaventure Ky, desde el 24 de abril de 2018